# Erik Valkendorf (død 1605)
 For alternative betydninger, se Erik Valkendorf. (Se også artikler, som begynder med Erik Valkendorf)
Erik Valkendorf (omtrent 1523-21. november 1605) var en dansk adelsmand, søn af Henning Valkendorf.
Valkendorf, nævnes i årene 1549 og 1559 som Hofsinde, var senest fra 1553 Kong Christian III’s «Kammertjener» og var som sådan nærværende ved Kongens dødsleje på Koldinghus. I 1552 fik han et brev på Heinekirke Len, men synes ikke at have overtaget det. Derimod fik han i 1553 Hardanger og Halsnø Kloster og i 1555 Højstrup i pant af Kronen, og disse panter beholdte han uindløst sin Livstid. Andre forleninger fik han ikke, og han synes heller ikke at have været nogen betydelig mand, selvom hans navn jævnlig forekommer, særligt ved hofbegivenheder og desliges. Han var i 1589 blandt de adelsmænd, som han i lensmandens fraværelse i slotslov på Kronborg. Han skrives både til sin fædrene Gaard Glorup og til Søbogaard, og i
1580 erhvervede han Lundsgaard ved mageskifte med Kronen, men 
særlig var han knyttet til Højstrup, hvor han bestandig boede. Her døde hans Hustru Berete Andersdatter Lindenov i 1. Barselseng 18. Jan. 1568, og her knyttede han forbindelse med en ufri kvinde, der fødte ham mindst 3 sønner, af hvilke den ene døde ung; for de to andre sørgede faderen godt, ligesom
han også fuldt vedkjendte sig dem som sine børn. 